# Kang Song-ho
Le Kang Song-ho est un navire de commerce nord-coréen de 1 850 tonnes.
Avec à son bord un équipage de 27 marins, le Kang Song-ho a été, le 20 mai 2007, le premier navire nord-coréen à accoster en Corée du Sud depuis la guerre de Corée. Parti de Rasŏn, il est arrivé à Pusan, au terme d'un trajet qui prépare le rétablissement de liaisons maritimes régulières entre les deux États coréens.